# Vincenzo Caianiello
Vincenzo Caianiello (Aversa, 2 ottobre 1932 – Roma, 26 aprile 2002) è stato un giurista, magistrato e politico italiano, presidente della Corte costituzionale nel 1995 e secondo Ministro di grazia e giustizia del governo Dini.

## Biografia
Laureato in giurisprudenza, lavorò giovanissimo come funzionario al Ministero dell'Interno negli anni cinquanta. In seguito fu vincitore del concorso in magistratura ordinaria prestando le sue funzioni presso il Tribunale di Udine. Dalla magistratura ordinaria passò per concorso alla Corte dei Conti nel 1963.
Fu poi primo in graduatoria al concorso del 1965 come referendario al Consiglio di Stato. Come magistrato amministrativo fece parte dell'Adunanza Plenaria del Consiglio di Stato e Presidente del TAR dell'Umbria, della Toscana e della seconda sezione esterna del Tar del Lazio.
Verso la fine degli anni settanta fu capo di gabinetto dei ministri Bucalossi, Gava e La Malfa e diresse l'Ufficio Legislativo della Presidenza del Consiglio nel primo e nel secondo governo Spadolini.
Ritornato al Consiglio di Stato assunse la presidenza della VI sezione giurisdizionale.
Fu eletto giudice della Corte Costituzionale dal Parlamento in seduta comune il 9 ottobre 1986 e giurò il successivo 23 ottobre; fu eletto Presidente l'8 settembre 1995 ed esercitò le funzioni dal giorno dopo. Cessò dalla carica appena un mese dopo per sopraggiunto termine del mandato da giudice, il 23 ottobre 1995.
Lasciata la magistratura si dedicò all'insegnamento universitario (ordinario di Diritto Amministrativo presso la LUISS) ed all'attività accademica, iscrivendosi altresì all'albo degli avvocati ma non accettando incarichi di difesa in sede giudiziale sentendosi fondamentalmente giudice.
A breve distanza dalla fine del suo mandato presso la Corte Costituzionale fu nominato Ministro di grazia e giustizia nel governo Dini, a seguito della sfiducia nei confronti di Filippo Mancuso e dell'interim dello stesso Lamberto Dini. Mantenne l'incarico per breve tempo, fino a dopo le elezioni politiche del 1996.
Morì mentre era ancora in piena attività lavorativa, per una breve ed improvvisa malattia nel 2002. I funerali di stato si sono svolti alla Parrocchia di Santa Chiara, officiati da Don Gianni Todescato, con la partecipazione del Presidente della Repubblica.